# 李鼐含
李鼐含（1981年1月5日—）是一位中国设计师，建筑师，艺术家。

## 生平
1981年出生于哈尔滨，1999年前往英国留学，2004年毕业于伦敦大学学院巴特利特学校。后返回北京于2010年成立Naihanli&Co设计工作室。

## 作品
- 草场地私人住宅
- Broached East家具
- Flammable家具
- I Am a Monument家具系列